# Włodzimierz Potocki
Włodzimierz Potocki herbu Pilawa (ur. 10 lutego 1789 w Tulczynie, zm. 8 kwietnia 1812 w Krakowie) – hrabia, pułkownik artylerii konnej Księstwa Warszawskiego.
Członek rodziny Potockich h. Pilawa. Syn Stanisława Szczęsnego i Józefiny Amalii, brat: oficera Aleksandra, fundatora szkół Bolesława, magnata i awanturnika Mieczysława oraz Zofii Kisielewowej.
Ożenił się w 1808 roku z Teklą Sanguszko, córką Hieronima Janusza Sanguszko. Dożywotnio dzierżyła ona po nim klucze daszowski w powiecie lipowieckim, podwysoczański w powiecie humańskim i hołowaniewski w powiecie bałckim. Miał z nią dwóch synów, Stanisława i Włodzimierza.
W 1808 roku Włodzimierz Potocki założył swoim kosztem pierwszą kompanię artylerii konnej Księstwa Warszawskiego. Składała się z 50 żołnierzy, 70 koni, 4 dział i 8 wozów amunicyjnych. Posiadała też własną kuźnię i lawetę zapasową. Żołnierze tej formacji nosili ciemnozielone mundury i bermyce z ciemnego futra. Ich indywidualną broń stanowiły pałasze i pistolety. Jako podpułkownik tejże artylerii brał udział w kampanii 1809 roku. Zasłynął m.in. w bitwie pod Raszynem.
Był członkiem loży wolnomularskiej Bracia Zjednoczeni.
Na początku 1812 przyjechał do Krakowa i zachorował na tyfus, który był przyczyną jego śmierci. 
Kawaler Maltański odznaczony Krzyżami Kawalerskimi Orderu Virtuti Militari i Legii Honorowej. 
Jedną z najlepszych swoich mów poświęcił mu ks. Ludwik Trynkowski. Ufundowany przez żonę marmurowy pomnik stanął w Katedrze na Wawelu.